# Aeropuerto Internacional Shah Amanat
El Aeropuerto Internacional Shah Amanat (en bengalí: শাহ আমানত আন্তর্জাতিক বিমানবন্দর, romanizado: Shah Amanôt Antôrjatik Bimanbôndôr) (IATA: CGP, OACI: VGEG), bautizado en honor del santo Islamista del mismo nombre, atiende la ciudad portuaria al sureste de Bangladés de Chittagong. Fue anteriormente conocido como Aeropuerto Internacional MA Hannan pero fue rebautizado el 2 de abril de 2005 por el Gobierno de Bangladés. El cambio de nombre causó controversia en virtud de que el nombre anterior hacía honor a un miembro de la Liga Awami.

## Historia
El aeropuerto internacional Shah Amanat está ubicado en Patenga, al suroeste de la ciudad de Chattogram, en la orilla del río Karnaphuli. Se encuentra a 20 km al oeste del puerto de Chattogram y a 18 km al sur de la estación de tren de Chattogram.
En el año 1940 el gobierno británico construye el aeródromo de Chattogram, . 
Fue utilizado como aeródromo de combate por el ejército y la fuerza aérea de los Estados Unidos durante la campaña de Birmania de 1944 a 1945.
Después de la independencia se convirtió en un aeropuerto nacional
Este es el segundo aeropuerto más grande de Bangladés.
En 1990 se convirtió en Aeropuerto Internacional.
El importante trabajo de desarrollo y expansión comenzó en 1998, 
financiado por el gobierno japonés, y el proyecto se completó en diciembre de 2000.

## Aerolíneas y destinos
Las siguientes aerolíneas ofrecen vuelos desde el Aeropuerto Internacional Shah Amanat:
- Air Arabia (Sharjah)
- Best Air (Daca)
- Biman Bangladés Airlines (Abu Dhabi, Cox's Bazar, Daca, Dubái, Yeda, Mascate)
- GMG Airlines (Cox's Bazar, Daca, Sylhet, Jessore, Calcuta)
- RAK Airways (Ras al-Khaimah)
- Royal Bengal Airline (Daca)
- SalamAir (Mascate)
- United Airways (Bangladés) (Daca, Calcuta)